# Julius Deutsch
Julius Deutsch (Lackenbach, 2 febbraio 1884 – Vienna, 17 gennaio 1968) è stato un politico e pubblicista austriaco.

## Biografia
Nato nell'allora Ungheria occidentale in una povera famiglia ebraica, dal 1880 in poi visse a Vienna, dove iniziò a lavorare come apprendista tipografo unitamente all'attivismo socialdemocratico. Riuscì a studiare scienze politiche e giurisprudenza grazie al supporto di Viktor Adler, e nel 1908 conseguì il dottorato a Zurigo.
Nel 1909 iniziò a lavorare nella segreteria centrale del Partito Socialdemocratico d'Austria (SDAP) e dal 1914 entrò nel comitato editoriale dell'Arbeiter-Zeitung. Durante la prima guerra mondiale guidò la costituzione di un'organizzazione di delegati di negoziazione presso il Dipartimento di Economia di Guerra del Ministero della Guerra.
Nella Prima Repubblica fu inizialmente Sottosegretario di Stato (1918) e Segretario di Stato per l'Esercito (1919-1920). Dal 1923 fu per undici anni presidente della Lega di protezione repubblicana e tra il 1920 e il 1933 fu anche commissario parlamentare per l'esercito.
Con Otto Bauer tentò invano di organizzare la lotta operaia del X distretto di Vienna durante la guerra civile austriaca del 1934. I due ripararono quindi in Cecoslovacchia, dove istituirono il ministero degli esteri dei socialdemocratici austriaci (Alös).
Durante la guerra civile spagnola Deutsch fu generale delle truppe repubblicane. In seguito emigrò negli Stati Uniti, dove si al Comitato socialdemocratico del lavoro austriaco, un'organizzazione che tentò invano di ripristinare dall'estero uno stato sovrano in Austria.
Nel 1947 tornò a Vienna, dove diresse le case editrici socialiste e il dipartimento estero del Partito Socialdemocratico. Si ritirò dalla politica nel 1951 per via delle sue divergenze con la linea di partito, tuttavia continuò a scrivere di essa.